# Advocat de patents
Un advocat de patents és un advocat que té les qualificacions especialitzades necessàries per representar els clients en l'obtenció de patents i en totes les qüestions i procediments relacionats amb el dret i la pràctica de la patent, com ara presentar una oposició. El terme s'utilitza de manera diferent en diferents països i pot requerir o no requerir les mateixes qualificacions legals que un advocat general.
A Europa, els requisits per exercir d'advocat de patents davant les oficines nacionals de patents haurien de distingir-los dels necessaris per a la pràctica davant l'Organització Europea de Patents (OEP) o l'Organització Euroasiàtica de Patents (EAPO). En l'àmbit nacional, els requisits no estan harmonitzats, tot i que entre els 28 estats membres de la Unió Europea les respectives qualificacions professionals es reconeixen mútuament fins a cert punt.